# リナックスカフェ

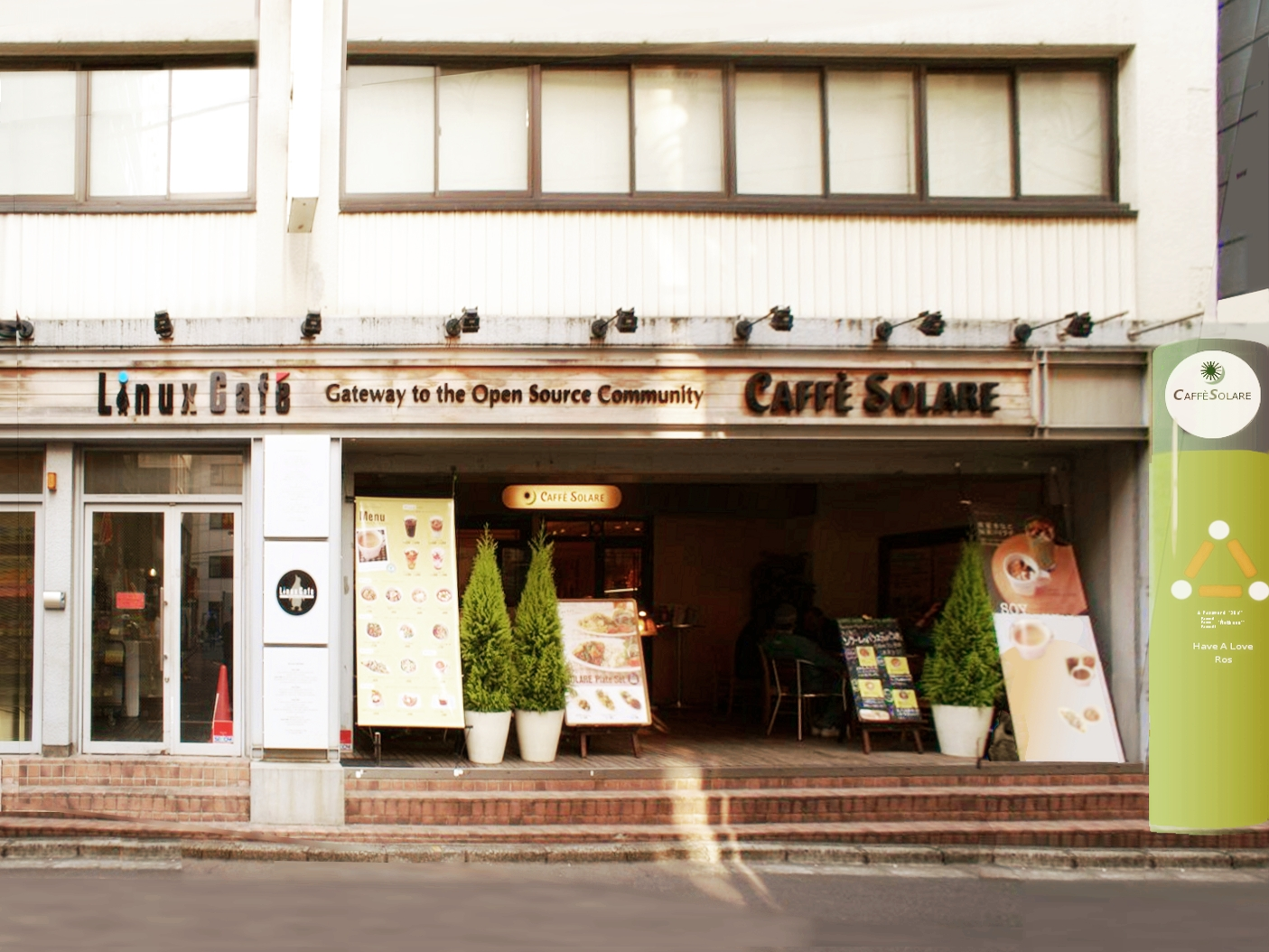
カフェソラーレ・リナックスカフェ秋葉原店（2010年撮影）

リナックスカフェ （英語: Linux Café）は、かつて東京都千代田区外神田3-13-2リナックスビルの1階に存在した喫茶店、及びそれを運営する企業。喫茶店の正式名称は『カフェソラーレ・リナックスカフェ秋葉原店』で、『リナカフェ』とも呼ばれる。
なお熊本県宇城市不知火町御領にも合同会社リナックスカフェによる『熊本リナックスカフェ』があったが、株式会社リナックスカフェ及び当店との関係はない。

## 概要
もともとは、前オーナーが千代田区に無償譲渡し区の所有となったビル「旧下島ビル」だった。
2001年5月、当該ビルの利用について、株式会社ビジネスカフェジャパン（その後、株式会社リナックスカフェに統合）が提案したオープンソースOSの『Linux（リナックス）』の普及、及び情報技術（IT）の普及本拠としての『リナックスカフェ・プロジェクト』が千代田区の公募により選出された。これにより旧下島ビルは『リナックスビル』と改称され、1階には喫茶店が併設されることとなった。
1階の喫茶店は、関東地方を中心として全国に営業展開している喫茶店チェーン『プロント』と提携し『リナックスカフェ（Linux Cafe Di PRONTO秋葉原店）』とされた。また2階には一般ユーザー向けの情報交換や発信の為の『ペンギンビレッジ』（通称ペンギン村）が開設され、初心者から上級者までの幅広いユーザー層を対象としたIT関連のセミナー講座などが開催された。
同ビルのその他フロアには、ITベンチャー企業を優先的に入居させ、秋葉原での産業育成のバックアップにも貢献した。
『リナックスカフェ』は、秋葉原を訪れる一般のユーザーが気軽にリナックスを体験できる施設として2001年12月5日に開店した。店舗の利用者なら、無料で据え付けのパーソナルコンピュータやPDA（iPAQ）が利用でき、公衆無線LANの無料提供（フリースポット）も整えられるなど先進的な設備を有していた。

## 現況
2010年5月時点のリナックスカフェは株式会社リナックスカフェと株式会社プロントによる協業運営ではあったものの、当初の『プロント』ブランドから『カフェソラーレ』ブランドへと変更になっていた。
開店当時にあったパーソナルコンピュータや無料公衆無線LANは、改装などにより全て撤去されていた。また2階にあったペンギンビレッジは共用が終了され、オフィスとして利用されたが、2011年12月、10年間の使用契約満了に伴い完全閉鎖となった。
その後は千代田区側も借り手を公募していたが、耐震対策および改修費用を借り手負担としたため、借り手が現れず無人状態となっていた。2018年に入り、千代田区の第三セクター会社「秋葉原タウンマネジメント」が名乗りを上げ、観光案内所や地域コミュニティの場として再生させることとなった。従来通り10年の無償貸付で使用する予定。
その後秋葉原タウンマネジメントとNTT都市開発の共同事業としてビル名称を「秋葉原TMOビル」に改称、リノベーションを経て2019年4月にシェアオフィス「LIFORK秋葉原II」を開業しており、1階の店舗部分もファミリーマートのコンセプト店舗「ファミマ!!」にNTT都市開発によるカフェスペース「sofa」を併設した「ファミマ秋葉原TMOビル/S店」が同年12月2日に開店している。

## 店舗

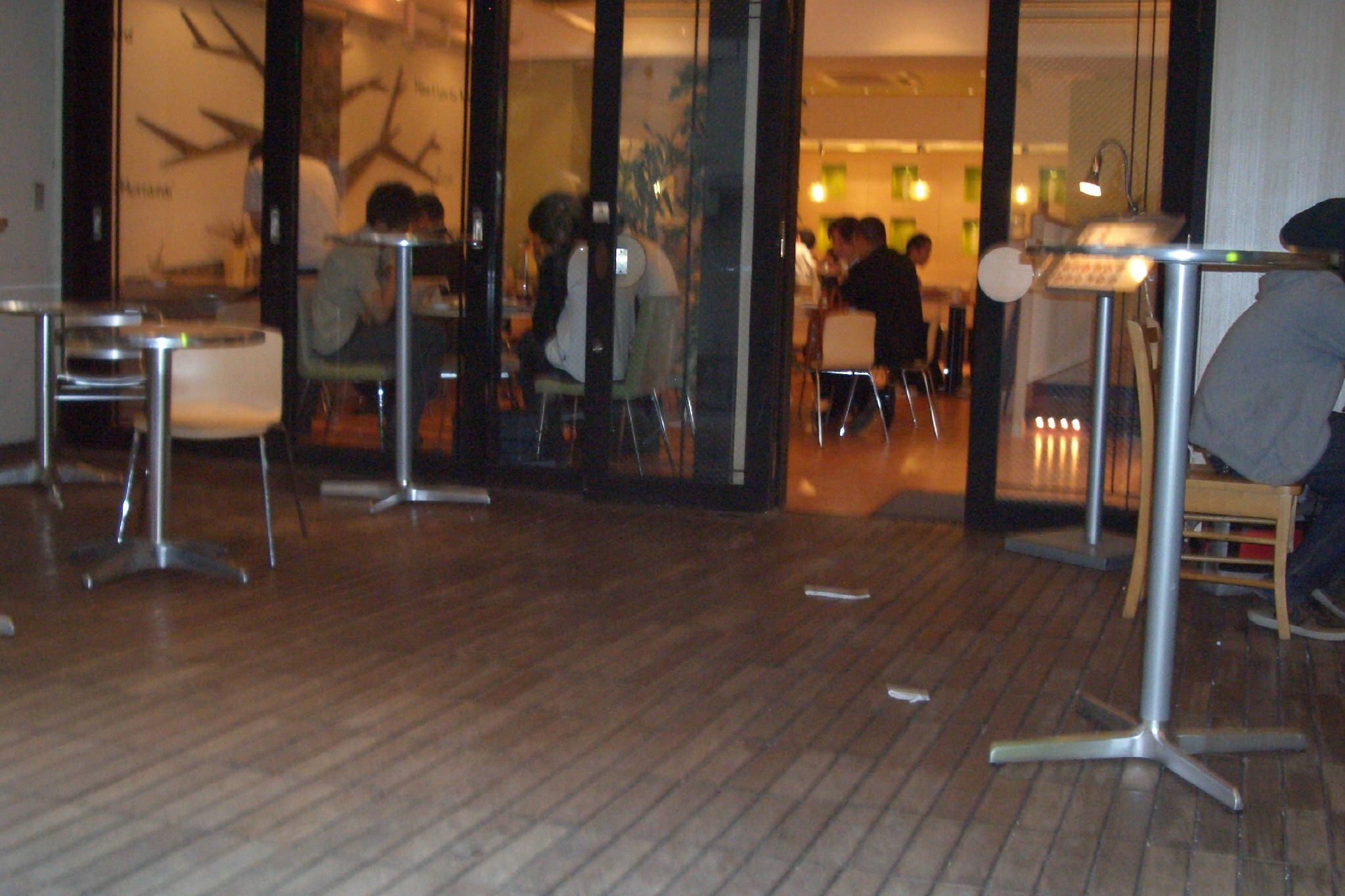
テラスより店内を臨む

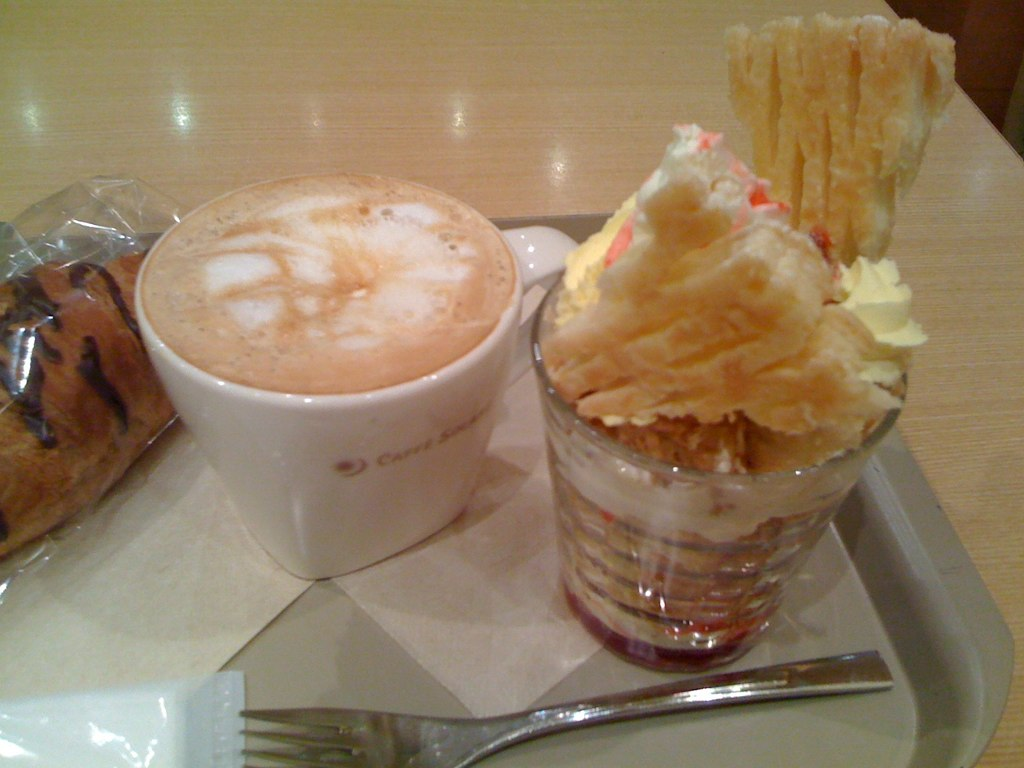
メニューの一例

店内は全体的にベージュ色などのアースカラーやモスグリーンなど暖か味のあるパステル調を基調とし、テーブルや椅子は一部を除いて明るい木目調のものを採用していた。座席はカウンター席やテーブル席の他テラス席を設置、また円卓席が店舗中央に置かれていた。
カウンター席の壁面には、段ボールであしらった生命の木をモチーフにしたような系統樹の装飾が施されていた。
開設当初の名残りとして一部の席に設置されている電源（家庭用100 VのA型二極コンセント）は、店舗の利用者であれば自由に使用できた。現在無料の公衆無線LAN（フリースポット）は提供されていないが、ホットスポット（NTTコミュニケーションズ）やフレッツ・スポット（NTT東日本）、M-ZONE（NTTドコモ）などの各有料公衆無線LANが利用できた。また、2010年8月19日からはWiMAXの通信設備が設置され、店内でもWiMAXが使えるようになっていた。
飲食メニューは、基本的に他のカフェソラーレ店舗と同じであった。飲料はコーヒーやカフェラテ、紅茶、チャイ、ジュースなどが主で、加えて食事はサラダやパスタ、カレー、ロコモコほか調理パンがあり、デザートはケーキ類などがラインナップされていた。酒類はビール（ザ・プレミアム・モルツ）とワインが提供されていた。
2010年6月2日より2011年1月10日まで、デボンプロジェクトLLP（品川区北品川）が運営するチュロス専門店『チュロ☆スター』のリナックスカフェ秋葉原店がデッキ部分を利用して営業していた。なおチュロ☆スターは同一敷地内にあるものの、カフェソラーレとは関係のない別店舗扱いであった。
店内での喫煙は可能であるが、店内奥は禁煙エリアとなっていた（ただし、13時まで屋内は禁煙でテラスのみ喫煙が可能）。明確な仕切りなどでの分煙はされていなかった。
プロント各店では電子マネーのEdyが利用可能であり、リナックスカフェでも利用できた。またプロント発行のEdyカード（プロントメンバーズカード）で電子決済することにより、割引が適用になる場合があった。
開店10周年を目前とした2011年12月1日夜に同年12月25日に完全閉店する旨の張り紙が店頭に掲示され、その様子がTwitterなどのミニブログ利用者から即時配信された他、PC系ニュースサイトなどにも掲載された。特にリナックスカフェとの縁が深い、Twitter利用者の中では動揺が広がった。閉店の理由はリナックスビル全体の改装によるもので、運営元のプロントコーポレーションでは同店舗閉店後にカフェソラーレ形態による秋葉原近辺での代替店出店は計画されていない。

## 文化

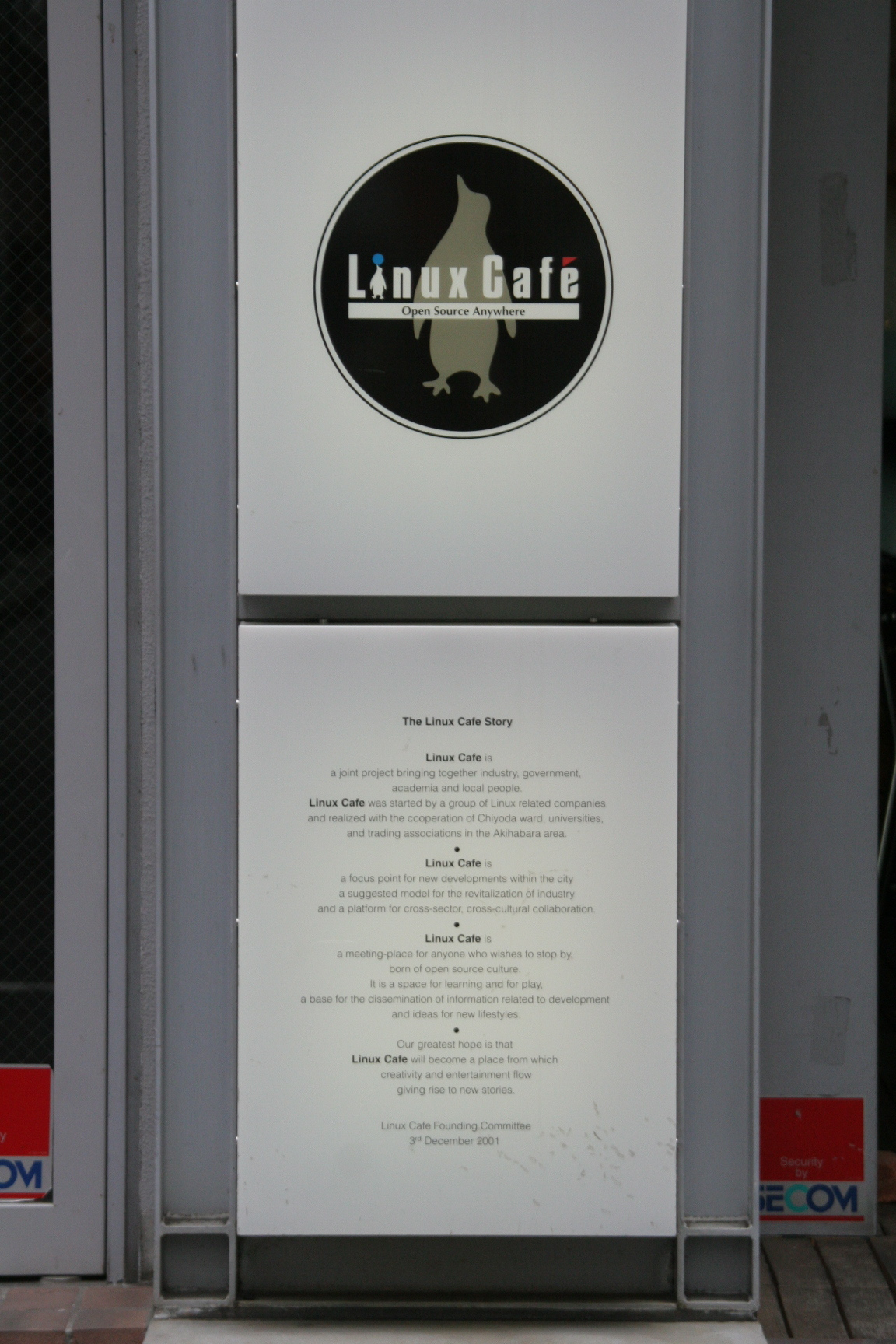
理念掲示

開店当初の『リナックスの普及』やインキュベーション本拠の機能は様々な要因により次第に薄れてしまったが、現在でも秋葉原電気街の中心に位置する当地は注目に値する場所である。
店舗入口にある壁面には、開店時に据え付けられた理念がLinuxのマスコット『タックス（Tux）』をモチーフとしたペンギンと共に掲げられている。
前述した経緯から、はてなダイアリーなどの評論や技術系ブログユーザーからの流れを汲むTwitterではいわゆる聖地の扱いを受けており、ユーザーが「リナカフェなう」と書き込み（つぶやき）をすれば「今リナックスカフェにいる」と言う意思表示となる程である。特にTwitterの一部ヘビーユーザーの中では、秋葉原電気街の聖地巡礼地のひとつとしている者もいる他、偶然居合わせたユーザー同士でのオフ会が突発的に店内で開かれることも少なくなかった。
この様子は、旧NHK衛星第2テレビジョン(BS2)で2010年1月8日に放送された『ザ☆ネットスター!』の第19回（アキバでねとすたも考えた！ねとすたinアキバ公開収録！）でも紹介された。
その他PCパーツ系イベントの店舗貸し出しにも利用されているため、PC専門誌上などのメディア露出も多かった。
また周辺には落ち着いて歓談できる手頃な喫茶店も少ないことから、秋葉原電気街における貴重な休憩場所でもあった。場所柄、店内にはノートパソコンやスマートフォンなど、デジタルデバイスを持ち込み使用している者が非常に多いのも当地の特徴であった。